# U16/U17-EM i volleyboll för damer
U16/U17-EM i volleyboll för damer är en tävling i volleyboll för U16-landslag (år 2023 var det för U17-landslag). Tävlingen arrangeras av CEV (det europeiska volleybollförbundet) och hålls vartannat år med 16 deltagande landslag.

## Upplagor
| Säsong               | Säsong               | Podium   | Podium   | Podium    |
| År                   | Spelplats            | Guld     | Silver   | Brons     |
| -------------------- | -------------------- | -------- | -------- | --------- |
| 2017 mer information | Bulgarien            | Italien  | Ryssland | Bulgarien |
| 2019 mer information | Italien              | Turkiet  | Italien  | Ryssland  |
| 2021 mer information | Ungern och Slovakien | Ryssland | Italien  | Bulgarien |
| 2023 mer information | Serbien och Ungern   | Italien  | Turkiet  | Kroatien  |